# Kinas herrjuniorlandslag i ishockey
Kinas herrjuniorlandslag i ishockey representerar Kina i ishockey för herrjuniorer. Laget spelade sin första landskamp den 21 mars 1986 i Gap under juniorvärldsmästerskapets C-grupp, och förlorade då med 4-11 mot Frankrike.

### Fotnoter
1. ↑  ”Championnat du monde 1986 des moins de 20 ans”. Hockeyarvhives. 1985-1986. http://www.passionhockey.com/hockeyarchives/U-20_1986.htm. Läst 16 december 2013.